# Ngexisaurus

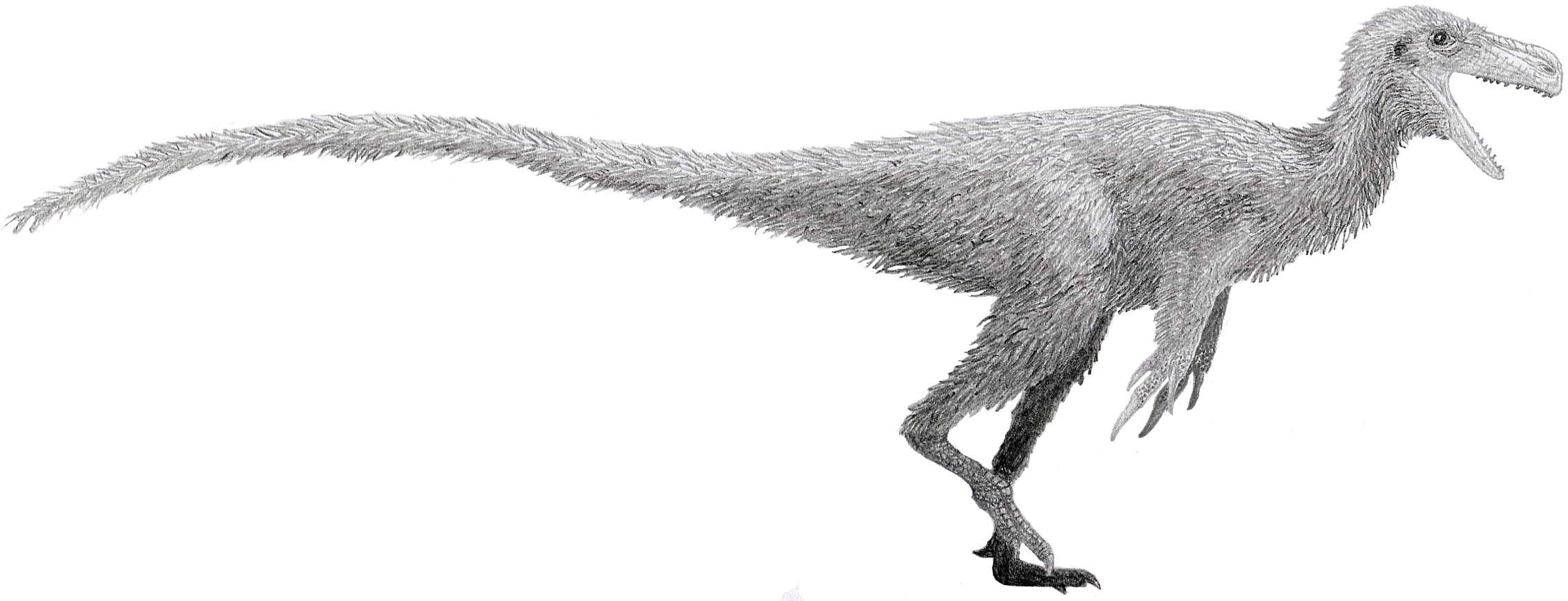
"Ngexisaurus" mohl být podobný příbuznému rodu Stokesosaurus (na ilustraci).

"Ngexisaurus" je neformální označení dosud oficiálně nepopsaného teropodního dinosaura, objeveného na území čínského Tibetu (geologická skupina Dapuka, období střední jury, asi před 170 miliony let). Taxon "Ngexisaurus dapukaensis" byl poprvé zmíněn ve vědecké studii, publikované roku 1983. Podle současných poznatků by se mohlo jednat o zástupce nadčeledi Tyrannosauroidea, a sice její vývojově primitivní čeledi Proceratosauridae. Šlo tedy nejspíš o blízkého příbuzného raných tyranosauroidů, jakými byly rody Proceratosaurus, Kileskus nebo Guanlong.